# Corydalis delicatula
Corydalis delicatula är en vallmoväxtart som beskrevs av David Geoffrey Long. Corydalis delicatula ingår i släktet nunneörter, och familjen vallmoväxter. Inga underarter finns listade i Catalogue of Life.